# Psilacron roberti
Psilacron roberti är en fjärilsart som beskrevs av William Schaus 1901. Psilacron roberti ingår i släktet Psilacron och familjen tandspinnare. Inga underarter finns listade.